# Narrativa del Diluvio del Génesis

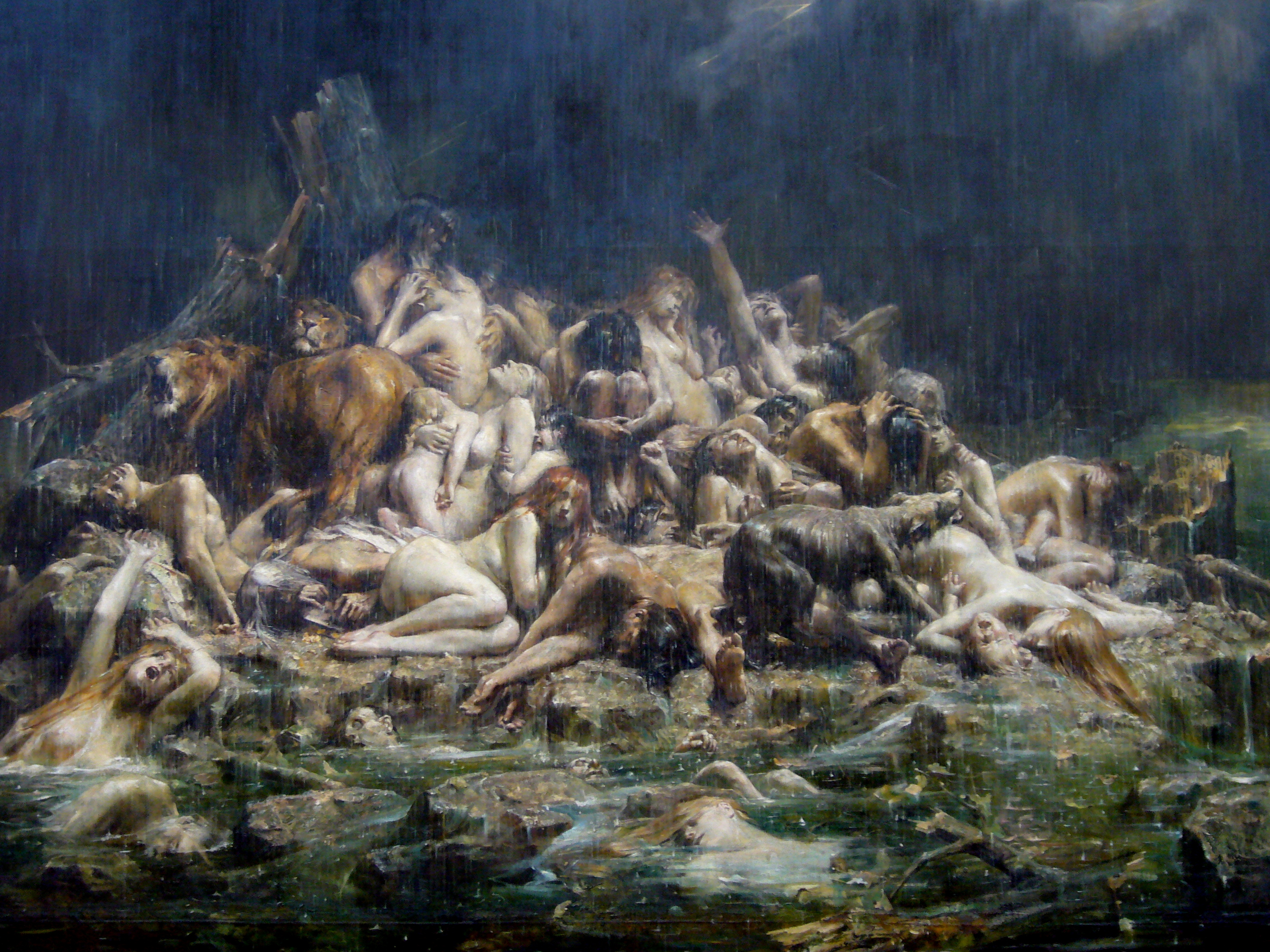
El diluvio de Noé y sus compañeros (c. 1911) de Léon Comerre. Museo de Artes de Nantes

La narrativa del diluvio del Génesis (capítulos 6–9 del Libro de Génesis ) es la versión hebrea del mito del diluvio universal . [lower-alpha 1] Habla de la decisión de Dios de devolver el universo a su estado anterior a la creación de caos acuático y rehacerlo a través del microcosmos del arca de Noé.
El Libro del Génesis probablemente se escribió alrededor del siglo V a. C., aunque algunos eruditos creen que la historia primigenia (capítulos 1–11), incluida la narración del diluvio, puede haber sido escrita y añadida hasta el siglo III a. Se basa en dos fuentes, llamadas la fuente sacerdotal y la no sacerdotal o yahvista, y aunque muchos de sus detalles son contradictorios, la historia forma un todo unificado.
Una inundación global como se describe en este mito es inconsistente con los hallazgos físicos de la geología, la paleontología y la distribución global de especies. Una rama del creacionismo conocida como geología diluviana es un intento pseudocientífico de argumentar que tal inundación global realmente ocurrió. Sin embargo, algunos cristianos han preferido interpretar la narración como una descripción de una inundación local, en lugar de un evento global.

## Resumen

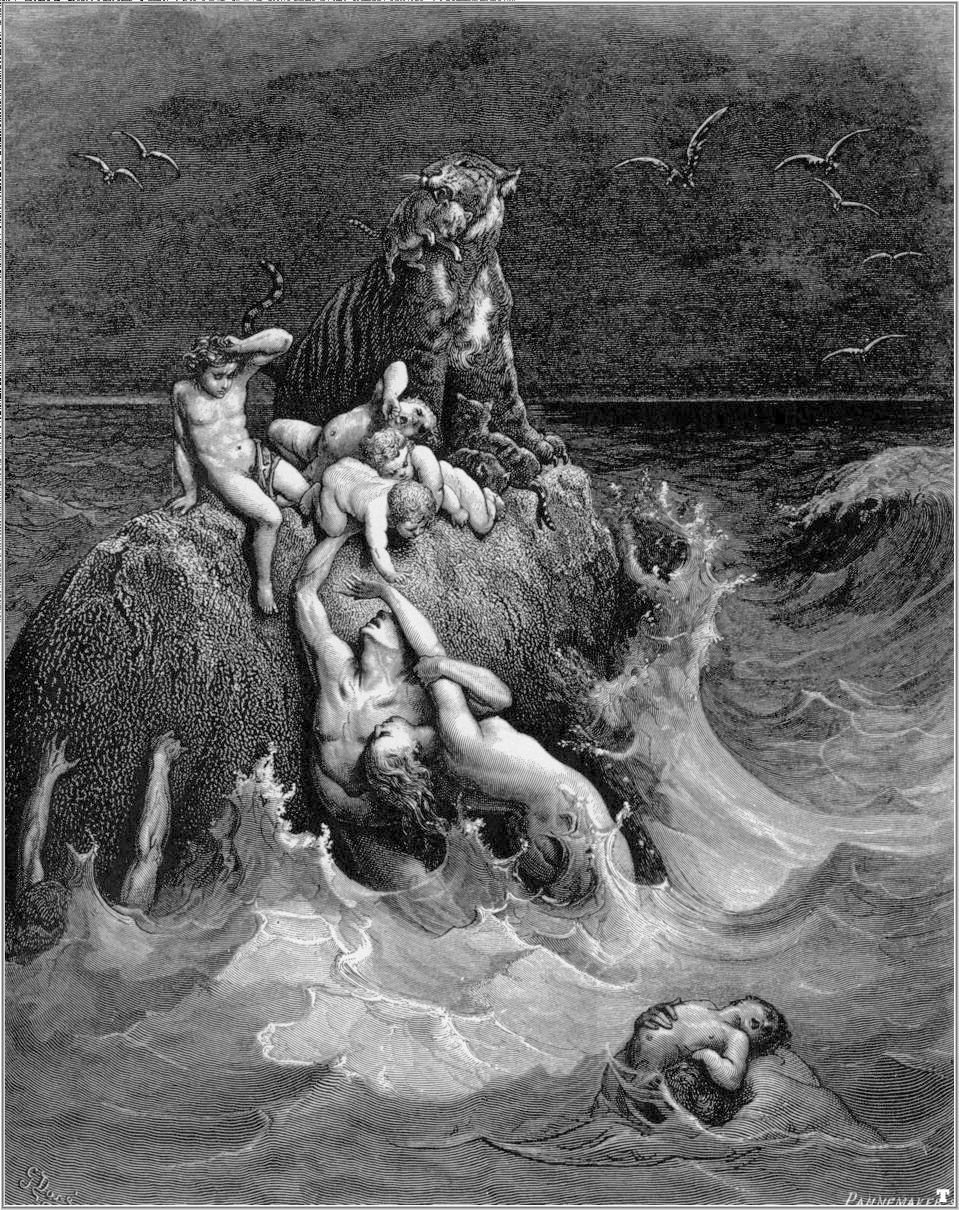
El diluvio de Gustave Doré (1865)

La historia del diluvio aparece en los capítulos 6-9 del Libro del Génesis, el primer libro de la Biblia. Diez generaciones después de la creación de Adán Dios vio que la tierra estaba corrompida y llena de violencia, y decidió destruir lo que había creado. Pero Dios encontró a un hombre justo, Noé, y le confió su intención: "Estoy a punto de traer el Diluvio... para eliminar por todas partes toda carne en la que haya aliento de vida. . ." . Así que Dios le ordenó que construyera un arca (en hebreo, un cofre o caja), y Noé entró en el Arca a sus seiscientos años de edad, y el día 17 del segundo mes de ese año "las fuentes del Gran Abismo reventaron". y las compuertas del cielo se abrieron" y cayó lluvia durante cuarenta días y cuarenta noches hasta que las montañas más altas se cubrieron a una profundidad de 15 codos, y toda vida pereció excepto Noé y los que estaban con él en el Arca. Después de 150 días, "Dios se acordó de Noé... y las aguas disminuyeron" hasta que el Arca descansó sobre las montañas de Ararat, y el día 27 del segundo mes del año seiscientos uno de Noé, la tierra estaba seca. Entonces Noé construyó un altar e hizo un sacrificio, y Dios hizo un pacto con Noé de que al hombre se le permitiría comer todo ser viviente pero no su sangre, y que Dios nunca más destruiría toda vida por medio de un diluvio.

## Composición

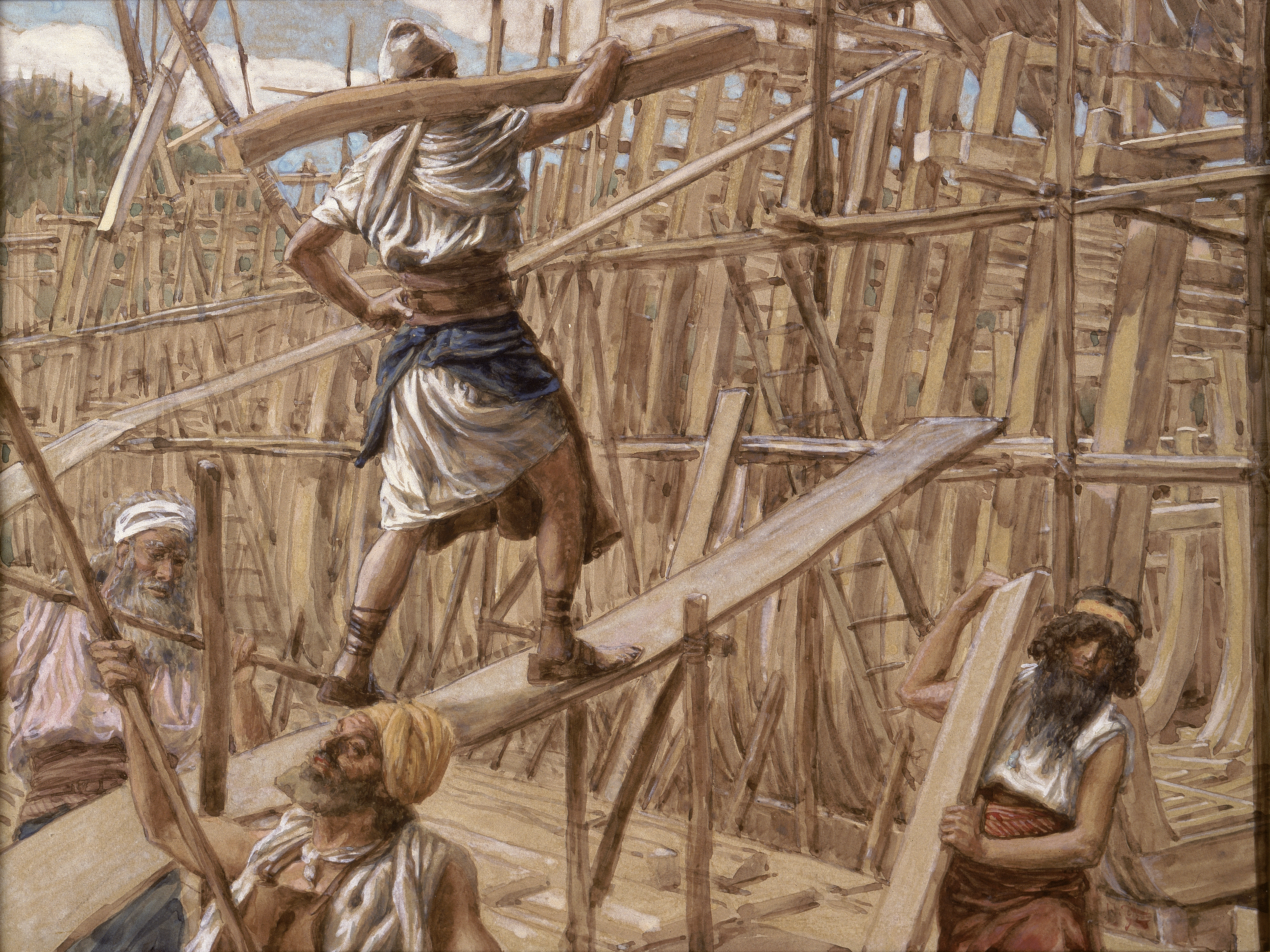
Construyendo el Arca (acuarela c. 1896-1902 de James Tissot)

El consenso de los eruditos modernos es que Génesis se compuso alrededor del siglo V a. C., pero como los primeros once capítulos muestran poca relación con el resto del libro, algunos eruditos creen que esta sección (la llamada Historia Primigenia ) puede se han compuesto hasta el siglo III a. C.
En general, se acepta que la historia se basa en dos fuentes, una llamada fuente sacerdotal, la otra no sacerdotal o yahvista, y su entrelazamiento se evidencia en los dobletes (es decir, repeticiones) contenidos en la historia final. Muchos de estos son contradictorios, como cuánto duró el diluvio (40 días según KJV, 150 según 7:24 ), cuántos animales debían llevarse a bordo del arca (un par de cada uno en 6:19, una pareja de animales inmundos y siete parejas de animales limpios en 7:2 ), y si Noé soltó un cuervo que "iba y venía hasta que se secaron las aguas" o una paloma que en la tercera ocasión " no volvió a él otra vez", o posiblemente ambas cosas. Pero a pesar de este desacuerdo sobre los detalles, la historia forma un todo unificado (algunos estudiosos ven en ella un " quiasma ", una estructura literaria en la que el primer elemento coincide con el último, el segundo con el penúltimo, y así sucesivamente). [lower-alpha 2] y se han realizado muchos esfuerzos para explicar esta unidad, incluidos los intentos de identificar cuál de las dos fuentes fue anterior y, por lo tanto, influyó en la otra. Algunos estudiosos incluso han cuestionado si la historia se basa realmente en dos fuentes diferentes.

## Mitología comparada
Los eruditos creen que el mito de la inundación se originó en Mesopotamia durante el Antiguo Período Babilónico (c.1880-1595 a. C.) y llegó a Siria y Palestina en la segunda mitad del segundo milenio a. Los textos existentes muestran tres versiones distintas, la epopeya sumeria de Ziusudra (la más antigua, que se encuentra en forma muy fragmentaria en una sola tablilla que data de alrededor de 1600 a. C., aunque la historia en sí es más antigua), y como episodios en dos epopeyas en lengua acadia: el Atrahasis y la Epopeya de Gilgamesh . El nombre del héroe, según la versión en cuestión, era Ziusudra, Atrahasis o Utnapishtim, todos los cuales son variaciones entre sí, y es posible que una abreviatura de Utnapishtim/Utna'ishtim como "na' ish" se pronunciaba "Noé" en Palestina.
Numerosos y a menudo detallados paralelos dejan en claro que la narración del diluvio de Génesis desciende de las epopeyas mesopotámicas, y particularmente de Gilgamesh, que se cree que data de c.1300-1000 a.

## Cronología del Diluvio

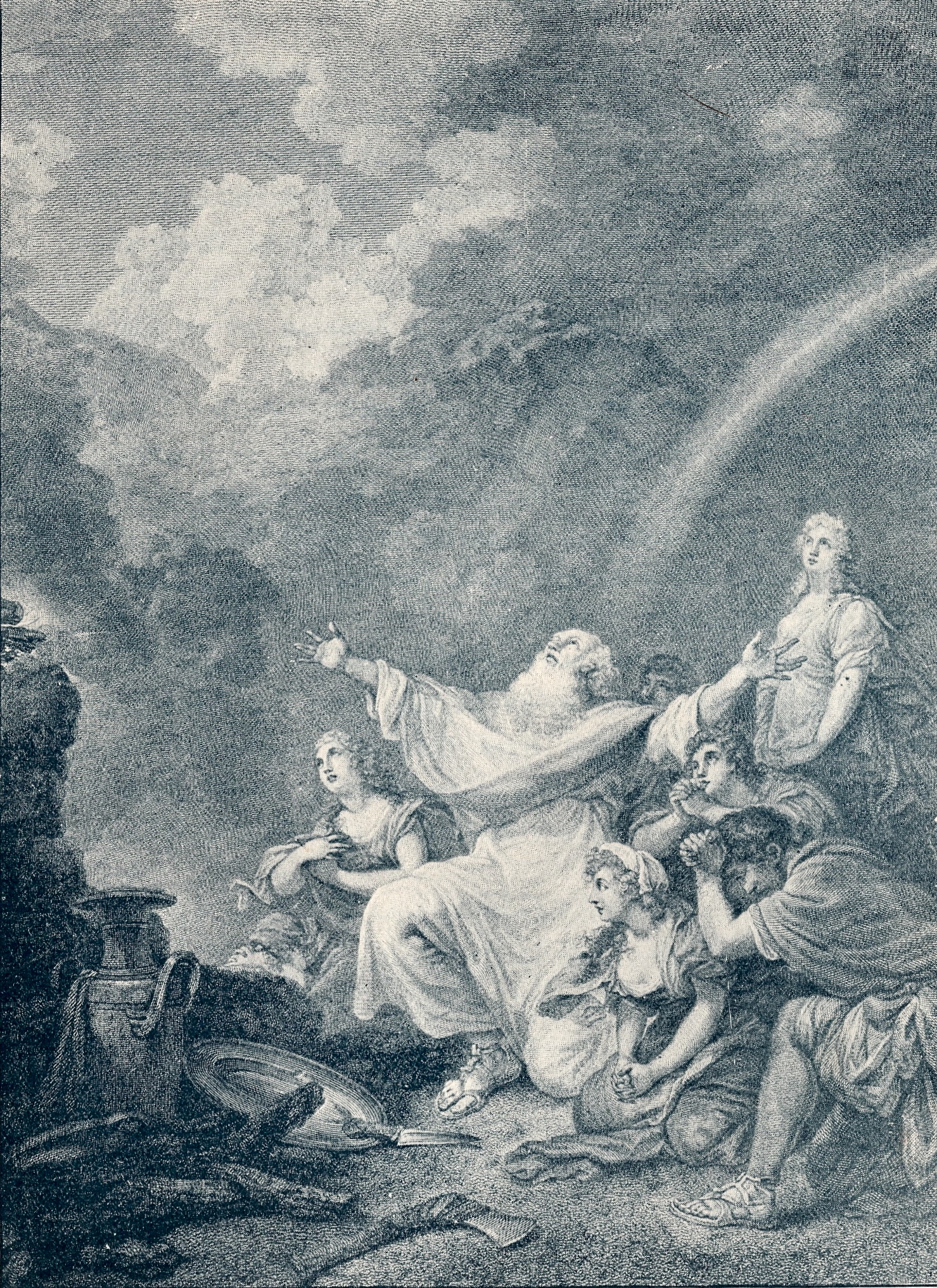
1896 ilustración del símbolo del arco iris, que Dios creó como señal del pacto

Los números en la Biblia a menudo tienen un significado simbólico o idiomático, y los 40 días y noches durante los cuales cayó la lluvia sobre la Tierra indican un ciclo completo.
El diluvio comienza el día 17 del segundo mes cuando "las fuentes del gran abismo se abrieron, y las compuertas de los cielos se abrieron", y después de 40 días el arca flota (Génesis 7:11-12). Las aguas suben y luego retroceden, y el día 17 del séptimo mes (o el día 27 en la versión griega) el arca descansa sobre las montañas (Génesis 8:4). Las aguas continúan cayendo, el arca es descubierta el 1er día del 1er mes del año 601 de Noé, y es abierta el día 27 de su año 601 (Génesis 8:13-14).
El período desde el comienzo del diluvio hasta la llegada a la montaña es de cinco meses (del segundo mes al séptimo, Génesis 7:11 y 8:4) y 150 días (8:3), haciendo imposible cinco meses de 30 días cada uno; el número es esquemático y se basa en el calendario astronómico babilónico de 360 días (12 meses de 30 días cada uno). Esto significa que la inundación dura 36 semanas según el calendario del diluvio, en el que se agrega un día adicional cada tercer mes. El número de semanas es simbólicamente significativo, representando la cifra bíblica para la destrucción (el número 6, expresado como 6x6=36), mientras que el número 7 (el número de días en una semana) representa la persistencia de la creación durante este tiempo de destrucción
El período mientras el arca está a flote, es decir, el período durante el cual la Tierra está completamente cubierta por agua, representa un intervalo en el tiempo, como lo confirman los extraños detalles de las edades de Noé y Sem. Noé tiene 600 años cuando viene el diluvio, termina en su año 601, y luego vive otros 350 años antes de morir en su año 950 (Génesis 9:28-29); el año que duró la inundación no se cuenta. De manera similar, su hijo Sem tiene 100 años al entrar en el arca (Génesis 7:6) y aún tiene 100 años al engendrar a Arpaxad dos años después del diluvio.
Los eruditos se han desconcertado durante mucho tiempo sobre el significado de que la inundación durara un año y once días (día 17 del año 600 al día 27 del año 601); una solución es que el calendario básico sea uno lunar de 354 días, al que se le han añadido once días para que coincida con un año solar de 365 días.
La narrativa yahvista "original" del Gran Diluvio era modesta; una semana de lluvia aparentemente no celestial es seguida por una inundación de cuarenta días que tarda una semana en retroceder para proporcionar a Noé su escenario para el pacto de Dios. Es la fuente Sacerdotal la que añade más figuras fantásticas de un diluvio de 150 días, que surgió por mano divina de los cielos y la tierra y tardó diez meses en detenerse definitivamente. La descripción caprichosa y algo simplista de Yahweh de la fuente yahvista se distingue claramente del Yahweh característicamente majestuoso, trascendental, austero y virtuoso de la fuente Sacerdotal.
La narrativa del diluvio sacerdotal es el único texto sacerdotal que cubre fechas con mucho detalle antes de la narrativa del Éxodo . Esto quizás se deba a una versión del mito del diluvio que circulaba en esa época. Hay un texto descubierto de Ugarit conocido como RS 94.2953, que consta de catorce líneas que cuentan un relato en primera persona de cómo Ea se le apareció al protagonista de la historia y le ordenó usar herramientas para hacer una ventana ( aptu ) en la parte superior de la construcción que estaba construyendo, y cómo implementó esta directiva y soltó un pájaro. La traducción de Antoine Cavigneaux de este texto le hizo proponer que este fragmento pertenece a un mito del diluvio mesopotámico, quizás Atrahasis o Tablilla IX de Gilgamesh, que tiene una versión encontrada en Ugarit (RS 22.421) que contiene un relato en primera persona del diluvio. Si esta sugerencia es correcta, entonces RS 94.2953 representa una versión única de la historia del diluvio mesopotámico. La línea 1 del texto dice "Al comienzo del tiempo de la desaparición de la luna, al comienzo del mes". Esta referencia a la fecha lunar que da la fecha específica en que el protagonista soltó el ave es significativa ya que es la única variante de la historia del diluvio que da una fecha específica y el resto no atribuye fechas específicas o detalles calendáricos a las diversas etapas del diluvio. Tanto RS 94.2953 como Génesis 8 tratan sobre el protagonista del diluvio que suelta un pájaro en una fecha calendárica específica para encontrar tierra en medio del diluvio.

## Teología: el diluvio y el relato de la creación
La historia primitiva trata, ante todo,  del mundo que Dios creó, sus orígenes, habitantes, propósitos, desafíos y fracasos. Pregunta por qué el mundo que Dios ha hecho es tan imperfecto y el significado de la violencia y el mal humanos, y sus soluciones implican las nociones de pacto, ley y perdón. La narración de la creación de Génesis (Génesis 1–2) trata de la creación de Dios, y el arrepentimiento de Dios es la razón fundamental detrás de la narración del diluvio, y en la fuente sacerdotal (que recorre todo el Génesis y los otros cuatro libros de la Torá) estos dos verbos, "crear" y "perdonar", están reservados exclusivamente a las acciones divinas.
La intertextualidad es la forma en que las historias bíblicas se refieren y reflejan entre sí. Tales ecos rara vez son coincidentes; por ejemplo, la palabra que se usa para arca es la misma que se usa para la canasta en la que se salva a Moisés, lo que implica una simetría entre las historias de dos salvadores elegidos por Dios en un mundo amenazado por el agua y el caos. El eco más significativo es una inversión de la narración de la creación del Génesis ; la división entre las "aguas de arriba" y las "aguas de abajo" se elimina de la tierra, la tierra seca se inunda, la mayor parte de la vida se destruye, y solo Noé y los que están con él sobreviven para obedecer el mandato de Dios de "ser fecundos y multiplicarse".
El diluvio es una reversión y renovación de la creación del mundo por parte de Dios. En Génesis 1, Dios separa las "aguas de encima de la tierra" de las de abajo para que la tierra seca pueda parecer un hogar para los seres vivos, pero en la historia del diluvio las "ventanas de los cielos" y las "fuentes del abismo" son abiertas para que el mundo sea devuelto al caos acuoso del tiempo anterior a la creación. Incluso la secuencia de los eventos del diluvio imita la de la creación, el diluvio cubrió primero la tierra hasta las montañas más altas, luego destruyó, en orden, aves, ganado, bestias, "criaturas enjambre" y finalmente a la humanidad. (Esto es paralelo a la historia del diluvio babilónico en la epopeya de Gilgamesh, donde al final de la lluvia "toda la humanidad había vuelto a la arcilla", la sustancia de la que habían sido hechos.) El Arca misma es igualmente un microcosmos del Templo de Salomón .

## Tradiciones posteriores

### Judía
En el folclore judío, el tipo de agua que estuvo vertiendo sobre la tierra durante cuarenta días no es lluvia común; más bien, Dios ordenó que cada gota pasara por Gehenna antes de que cayera a la tierra, cuya 'lluvia caliente' escaldó la piel de los pecadores. El castigo que les sobrevino fue acorde a su crimen. Como sus deseos sensuales los habían acalorado, y los habían inflamado a excesos inmorales, así fueron castigados por medio de agua caliente.

### Cristianismo
La narración del diluvio de Génesis está incluida en el Antiguo Testamento de la Biblia cristiana (ver Libros de la Biblia ). Jesús y los apóstoles también predicaron  sobre la narración del diluvio del Génesis en los escritos del Nuevo Testamento ( Mateo 24:37–39, Lucas 17:26–27, 1 Pedro 3:20, 2 Pedro 2:5, 2 Pedro 3: 6, Hebreos 11:7 ). Algunos eruditos bíblicos cristianos sugieren que el diluvio es una imagen de la salvación en Cristo : el Arca fue planeada por Dios y solo hay una forma de salvación a través de la puerta del Arca, similar a una forma de salvación a través de Cristo. Además, algunos eruditos que comentan sobre la enseñanza del apóstol Pedro ( 1 Peter 3:18–22 ), conectan el Arca con la resurrección de Cristo; las aguas enterrando el Viejo Mundo pero elevando a Noé a una nueva vida. Los eruditos cristianos también destacan que 1 Pedro 3:18-22 demuestra el diluvio de Génesis como un tipo del bautismo cristiano.

### Gnosticismo
En el códice gnóstico del siglo III, ahora conocido como la Hipóstasis de los Arcontes, son los gobernantes corruptos ( Arcontes ) quienes deciden inundar el mundo para deshacerse de la mayor parte de la humanidad. Sin embargo, Noé se salva y se le dice que construya un arca. Pero cuando su esposa norea quiere subir al arca, Noé intenta impedírselo, por lo que ella usa su poder divino para soplar sobre el arca, haciendo que sea consumida por el fuego. Más tarde, Noé construye el arca por segunda vez. Cuando los Arcontes intentan apoderarse de Norea, ella pide ayuda a Dios, luego aparece el ángel Eleleth y asusta a los Arcontes, revelándole a Norea que ella es una hija divina del gran espíritu . Un punto de vista diferente se encuentra en el Libro Secreto de Juan ; en lugar de un arca, Noé se esconde en una nube brillante.

### Mandeísmo
El mandeísmo enseña que el diluvio de Noé fue el último de tres eventos en los que la población mundial se redujo a una sola familia. Treinta generaciones después de Adán, la pestilencia y la guerra mataron a la mayor parte de la población, dejando solo a Ram y su esposa Rud. Veinticinco generaciones después, la mayor parte de la población murió por el fuego, dejando solo a Shurbai y su esposa Shurhabil. Quince generaciones después, la mayor parte de la población murió a causa de las inundaciones, dejando solo a Noé y Sem, además de la esposa de este último, Nuraitha .

## Historicidad
Si bien algunos académicos han tratado de ofrecer posibles explicaciones de los orígenes del mito de la inundación, incluido un recuento legendario de un posible diluvio del Mar Negro, la exageración mitológica general y la inverosimilitud de la historia son ampliamente reconocidas por los campos académicos relevantes. Estas actitudes responden al desarrollo de la comprensión de la historia natural y especialmente la geología y la paleontología del planeta.

### "Geología" del Diluvio
El desarrollo de la geología científica tuvo un profundo impacto en las actitudes hacia la narrativa bíblica del diluvio. Al cuestionar la cronología bíblica, que ubicaba la Creación y el diluvio en una historia que se remontaba a unos pocos miles de años atrás, el concepto de tiempo geológico profundo socavaba la idea de la historicidad del Arca misma. En 1823, el teólogo y científico natural inglés William Buckland interpretó los fenómenos geológicos como Reliquiæ Diluvianæ (reliquias del diluvio) "Atestiguando la acción de un diluvio universal". Sus puntos de vista fueron apoyados por otros en ese momento, incluido el influyente geólogo Adam Sedgwick, pero en 1830 Sedgwick consideró que la evidencia sugería sólo inundaciones locales. Louis Agassiz explicó posteriormente tales depósitos como resultado de la glaciación .
En 1862, William Thomson (que luego se convertiría en Lord Kelvin ) calculó la edad de la Tierra entre 24 y 400 millones de años, y durante el resto del siglo XIX, la discusión no se centró en la viabilidad de esta teoría del tiempo profundo, sino en la derivación de una cifra más precisa para la edad de la Tierra. Lux Mundi, un volumen de ensayos teológicos de 1889 que marca una etapa en la aceptación de un enfoque más crítico de las Escrituras, adoptó la postura de que los lectores deberían confiar en los evangelios como completamente históricos, pero no deberían tomar los capítulos más antiguos del Génesis literalmente. Por una variedad de medios independientes, los científicos han determinado que la Tierra tiene aproximadamente 4.54 mil millones de años .
La llamada " geología de inundación " fue defendida en la segunda mitad del siglo XX y en el siglo XXI por fundamentalistas cristianos que creen en el creacionismo de la Tierra Joven . El historiador Ronald Numbers argumenta que esta conexión ideológica de los cristianos que desean desafiar aspectos del consenso científico que creen que contradicen su religión se estableció por primera vez con la publicación del libro de 1961, The Genesis Flood . La comunidad científica sostiene que la geología de inundaciones es una pseudociencia porque contradice una variedad de hechos en geología, estratigrafía, geofísica, física, paleontología, biología, antropología y arqueología. Por ejemplo, en contraste con el catastrofismo inherente a la geología de inundaciones, la ciencia de la geología se basa en el principio establecido de Charles Lyell de uniformismo . En relación con las fuerzas geológicas, el uniformismo explica la formación de las características de la Tierra por medio de fuerzas en su mayoría de acción lenta, que se pueden observar hoy en día. Por el contrario, hay una falta de evidencia de los mecanismos catastróficos propuestos por los "geólogos" de inundaciones, y los científicos no toman en serio sus afirmaciones.

### Distribución de especies
En el siglo XVII, los creyentes del relato del Génesis se enfrentaron al problema de reconciliar la exploración del Nuevo Mundo y una mayor conciencia de la distribución global de las especies con el escenario más antiguo en el que toda la vida había surgido de un único punto de origen en las laderas del monte Ararat. La respuesta obvia implicaba que la humanidad se había dispersado por todos los continentes después de la destrucción de la Torre de Babel y había llevado consigo distintos animales; sin embargo, algunos de los resultados parecían peculiares. En 1646, Sir Thomas Browne se preguntó por qué los nativos de América del Norte habían llevado consigo serpientes de cascabel, pero no caballos.
Browne, uno de los primeros en cuestionar la noción de generación espontánea, fue un médico y científico aficionado que hizo esta observación de pasada. Sin embargo, los eruditos bíblicos de la época, como Justus Lipsius (1547–1606) y Athanasius Kircher (c. 1601–80), también habían comenzado a someter la historia del Arca a un escrutinio riguroso en su intento de armonizar el relato bíblico con la creciente cuerpo de conocimiento de la historia natural. Las hipótesis resultantes dieron un impulso importante al estudio de la distribución geográfica de plantas y animales, e indirectamente impulsaron el surgimiento de la biogeografía en el siglo XVIII. Los historiadores naturales comenzaron a establecer conexiones entre los climas y los animales y plantas adaptados a ellos.
También estaba el problema de un número cada vez mayor de especies conocidas : para Kircher y los historiadores naturales anteriores, había pocos problemas para encontrar espacio para todas las especies animales conocidas en el Arca. Menos de un siglo después, los descubrimientos de nuevas especies hicieron cada vez más difícil justificar una interpretación literal de la historia del Arca. Para mediados del siglo XVIII, solo unos pocos historiadores naturales aceptaban una interpretación literal de la narración.
- Cosmología bíblica
- Cronología de la Biblia
- Autoría mosaica
- panbabilonismo

### Citas
- Datos: Q5532837
- Multimedia: The Great Flood / Q5532837